# Pirata chamberlini
Pirata chamberlini är en spindelart som först beskrevs av Roger de Lessert 1927.  Pirata chamberlini ingår i släktet Pirata och familjen vargspindlar. Inga underarter finns listade i Catalogue of Life.